# Zweite Schlacht bei Oporto
Bailén –  Roliça –Vimeiro – Saragossa (1808) – Burgos (Gamonal) – Medina de Rioseco – Espinosa –  Tudela – Somosierra – Saragossa (1809) – La Coruña – Torres Vedras – Valls – Braga – Oporto – María – Talavera – Ocaña – Gerona – Ciudad Rodrigo (1810) – Buçaco – Gévora – Barrosa – Badajoz (1811) – Fuentes de Oñoro – La Albuera – Tarragona (1811) – Sagunt (Murviedro) – Ciudad Rodrigo (1812) – Badajoz (1812) –  Majadahonda – Salamanca – García Hernández –  Venta del Pozo – Vitoria – 
Sorauren – San Sebastián – Bidassoa
Die Zweite Schlacht bei Oporto (Porto) ereignete sich am 12. Mai 1809 bei Porto in Portugal im Zuge des Krieges auf der Iberischen Halbinsel.

## Vorgeschichte
Nachdem die Masse der britischen Armee kurz nach der Schlacht von La Coruña von der Iberischen Halbinsel abgezogen worden war, begann unter Marschall Soult ein erneuter Versuch, Portugal zu besetzen.
Beim Einmarsch aus Nordwesten war es notwendig, sich auch in Besitz der Stadt Porto zu setzen. Am 20. März 1809 wurden die verteidigenden portugiesischen Truppen in der Schlacht bei Braga geschlagen und den französischen Streitkräften unter Marschall Soult gelang es, Porto zu erobern. Es standen jedoch noch britische Restverbände in Portugal, zu denen aus Großbritannien zusätzliche Truppen geschickt wurden, um Portugal zu befreien.

## Truppengliederung
Im nachfolgenden ist die Gliederung und die gerundete Stärke angegeben:

### Franzosen
Unter dem Kommando von Marschall Soult standen folgende Truppen:
- Infanterie-Division unter Divisionsgeneral Merle mit 3.400 Soldaten
- Infanterie-Division unter Divisionsgeneral Delaborde mit 3.400 Soldaten
- Leichte Kavallerie-Division unter Divisionsgeneral Franceschi mit 1.400 Soldaten

### Briten
Unter dem Oberbefehl von General Sir Arthur Wellesley standen folgende Truppen:
- Infanterie

Sherbrookes Division
Garde-Brigade unter Henry Fred Campbell mit 2.552 Soldaten
4. Brigade unter John Sontag mit 2.079 Soldaten
5. Brigade unter Alexander Campbell mit 2.075 Soldaten
Pagets Division
6. Brigade unter Stewart mit 2.050 Soldaten
King’s German Legion Brigade (KGL) unter John Murray mit 3.095 Soldaten
Hills Division  (Hill agierte sowohl als Divisions- als auch Brigade-Kommandeur)
1. Brigade unter Rowland Hill mit 2.274 Soldaten
7. Brigade unter Alan Cameron mit 2.096 Soldaten
- Kavallerie unter Stapleton Cotton mit 1.500 Soldaten
- Artillerie: 24 Kanonen

Die Gesamtstärke betrug 18.000 Mann, darunter 2.400 Portugiesen.

### Alliierte Truppen
Diese Truppen nahmen nicht an der Schlacht teil, sondern erfüllten andere Aufgaben. William Beresford und seine Truppen sollten die französischen Stellungen umgehen. Alexander Mackenzie und seine Verbände sicherten andere Teile von Portugal.
- unter dem Kommando von William Beresford: 5 Bataillone Infanterie, 2 Schwadrone Kavallerie, 2 Batterien Artillerie (12 Kanonen)
  - Britische Infanterie, darunter die 3. Brigade unter Christopher Tilson mit 1659 Soldaten
  - Kavallerie: 2 Schwadrone mit 164 Soldaten
  - Portugiesische Truppen
- unter dem Kommando von Alexander Mackenzie: 10 Bataillone Infanterie, 5 Schwadrone Kavallerie, 3 Batterien Artillerie (18 Kanonen)
  - Britische Infanterie, darunter die 2. Brigade unter Alexander Mackenzie mit 2989 Soldaten
  - Kavallerie unter Henry Fane mit 1466 Soldaten
  - Artillerie: eine Batterie
  - Portugiesische Truppen

## Verlauf

### Gefecht am Vortag
Am 11. Mai 1809 kam es zu einem kleinen Gefecht südlich von Porto bei Grijon. Die Franzosen verloren bis zu 250 Mann (Gefallene, Verwundete und Gefangene), auf britischer Seite waren es mindestens 100 Mann.

### Kampfhandlungen am 12. Mai 1809
In den Morgenstunden des 12. Mai 1809 bereiteten die britischen Truppen den Übergang über den Douro vor, um die französischen Truppen auf der Nordseite des Flusses anzugreifen. Dazu wurden alle britischen Geschütze in Ufernähe und in eine versteckte Feuerstellung gebracht. Auf der feindlichen Flussseite sollte ein Kloster eingenommen und gehalten werden, die britischen Geschütze sollten Feuerschutz gewähren. Des Weiteren wurde eine Infanterie-Brigade und Kavallerie flussaufwärts geschickt, um dort in einer Flankenoperation die Franzosen anzugreifen. Mehrere Truppenlandungen mit Booten, die von den Portugiesen vor den Franzosen versteckt worden waren und nun den Briten zur Verfügung gestellt wurden, verliefen über eine Stunde lang unbeobachtet und ungestört. Die Einnahme des Klosters gelang. Nachdem die französische Infanterie zweimal vergeblich versucht hatte, das Kloster einzunehmen, ließ Marschall Soult seine Truppen für einen dritten Angriff verstärken und umstellen. Die Umgliederung der französischen Einheiten gab den Einwohnern der Stadt Porto die Gelegenheit, die im Hafen liegenden Boote auf die andere Flussseite zu rudern und mit einem Mal die gesamte britische Garde-Brigade überzusetzen. Diese griff, unterstützt von den Truppen im Kloster, die sich sammelnde französische Armee an, die sich darauf fluchtartig zurückzog.
Die französische Armee verlor nicht nur 300 Gefallene und Verwundete, sondern musste sowohl ihre gesamte Artillerie als auch die im Lazarett liegenden Verwundeten zurücklassen. Die britischen Truppen hatten dagegen nur 123 Tote und Verwundete.

## Folgen
Die mit überraschender Geschwindigkeit durchgeführte Überquerung des Douro zeigte, dass Wellesley nicht nur in der Defensive seine Truppen zu führen wusste. Der Sieg stärkte die Kampfmoral der Briten und Portugiesen und schwächte die der französischen Armee in Portugal. Durch die Befreiung Portos stand den Briten nun ein Hafen im Norden des Landes zur Verfügung, von welchem aus Operationen der britischen Verbände unterstützt werden konnten. Schließlich wurden die Franzosen zum zweiten Mal aus Portugal vertrieben.

## Mediale Rezeption
Der Schriftsteller Bernard Cornwell verwendet die Schlacht als historischen Hintergrund für seinen Roman Sharpes Mission, in dem der fiktive britische Lieutenant Richard Sharpe mit Teilen der 95th Rifles den Vormarsch der Briten von der nördlichen Seite des Flusses Douro unterstützt.